# علي بن يوسف بن تاشفين
أبو الحسن علي بن يوسف بن تاشفين اللمتوني الصنهاجي (476 هـ/1083 م - 537 هـ/1143 م) خامس حكام دولة المرابطين في المغرب والأندلس الذي بلغت في عهده الدولة المرابطية أوج قوتها وضخامتها، وحكمها بين سنتي 500 هـ-537 هـ. استلم علي بن يوسف دولة المرابطين سنة 500 هـ خلفًا لأبيه يوسف بن تاشفين، وقد دانت لها الأندلس والمغرب وأجزاء واسعة من غرب أفريقيا. أمضى علي سنوات حكمه الأولى في مجابهة ممالك قشتالة وأراغون والبرتغال وقطلونية المسيحية وبقايا ممالك الطوائف في شمال شبه الجزيرة الأيبيرية، وتحقق له في البداية بعض الانتصارات الهامة في أقليش وإفراغة واستطاع ضم سرقسطة آخر ممالك الطوائف الأولى في الأندلس سنة 503 هـ/1110 م، قبل أن تشتدّ شوكة مملكة أراغون في عهد مليكها ألفونسو المحارب وينتزع سرقسطة ومناطق واسعة من الثغر الأعلى من المرابطين.
وفي المغرب، واجه علي بن يوسف حدثًا جلل أرق ملكه منذ سنة 515 هـ وحتى وفاته سنة 537 هـ بظهور محمد بن تومرت وتأسيسه لحركة الموحدين التي ضعضعت ملك المرابطين وانتزعت منهم مناطق واسعة من المغرب، وتوفي علي بن يوسف والحرب بين المرابطين والموحدين في المغرب على أشدها.

## بيعته
ولد علي بن يوسف بسبتة 4 ربيع الأول 477 هـ، وقد خلف أباه في نفس يوم وفاته أول محرم سنة 500 هـ/2 سبتمبر سنة 1106 م، وفقًا لعهد التولية الذي استصدره أبوه قبل ذلك في قرطبة في ذي الحجة سنة 496 هـ، مقدمًا إياه على أخيه الأكبر أبي الطاهر تميم بن يوسف الذي بايعه هو وشيوخ لمتونة وباقي قبائل صنهاجة والأكابر والقادة قبل دفن أبيه. ثم كتب علي إلى سائر قواعد المغرب والأندلس، يعلمهم بموت أبيه، واستخلافه إياه ويأمرهم بأخذ البيعة له، فأتته البيعة من كل محل إلا فاس التي أبي واليها ابن أخيه يحيى بن أبي بكر بن يوسف بن تاشفين أن يبايعه، فسار علي إلى فاس بنفسه، ففر يحيى منها إلى تلمسان قبل أن يدخلها علي في 8 ربيع الآخر 500هـ/7 ديسمبر 1107م. ثم تشفّع مزدلي بن تيولتكان والي تلمسان لدى علي ليعفو عن يحيى فعفى عنه.
وبعد أن أخضع علي بن يوسف فاس، عبر إلى الأندلس لتفقد أحوالها، وهناك ولّى أخاه أبا الطاهر تميما على غرناطة، وجعله قائدًا أعلى للجيوش المرابطية فيما وراء البحر.

## أحوال الأندلس

### الحرب مع أراغون

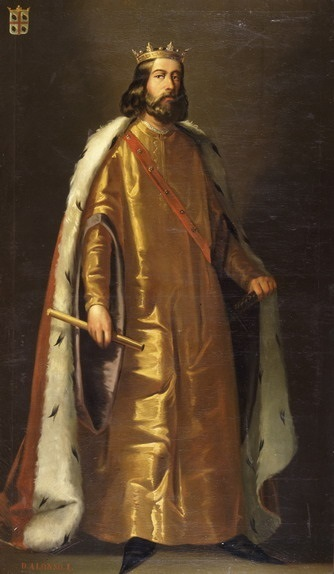
لوحة تخيلية للملك ألفونسو المحارب كانت له جولات مع جيوش المرابطين في شرق الأندلس.

في سنة 504 هـ/1111 م، حاول عماد الدولة بن هود استرداد ملكه في سرقسطة بدعم من ألفونسو المحارب ملك أراغون، فخرج محمد بن الحاج والي سرقسطة في قواته، ولحقته قوات مرسية بقيادة محمد بن عائشة، فلما رأى ألفونسو تفوق المرابطين، انسحب إلى بلاده، فطاردته عساكر المرابطين فترة. وسارت قوة منهم بقيادة علي بن كنفاط اللمتوني نحو قلعة أيوب، وحاصرت بعض حصون عماد الدولة، فاستغاث ابن هود مجددًا بألفونسو المحارب، فأرسل قوة لنجدته هزمت المرابطين وأسر قائدهم ابن كنفاط، وبقي في أسر ابن هود فترة من الزمن. وفي سنة 512 هـ/1119 م، ألمّت بالمسلمين فاجعة بسقوط سرقسطة في يد ألفونسو الأول ملك أراغون بعد أن حاصرها شهورًا دون أن يتمكن جيش مرابطي يقوده تميم بن يوسف من إنقاذ المدينة. بعد أن نظّم ألفونسو المحارب شئون سرقسطة، تابع غزوه سنة 513 هـ/1120 م لباقي مدن الثغر الأعلى، فسار إلى طرسونة فافتتحها، ومنها إلى برجة فضمها أيضًا مع عدد من الحصون الأخرى، ثم زحف على قلعة أيوب. بلغت تلك الأنباء مسامع علي بن يوسف، فأرسل إلى أخيه إبراهيم بن يوسف والي إشبيلية بتجهيز الجيوش ودعوة الناس للجهاد، فاجتمع له قوات من قرطبة وغرناطة ومرسية وعدد كبير من المتطوعين، ودارت بين الفريقين معركة كتندة بالقرب من دورقة في 24 ربيع الأول 514 هـ/22 يونيه 1120 م، وانهزم المرابطون في المعركة هزيمة منكرة خسروا فيها نحو 20,000 من المتطوعين وعددا من الفقهاء أبرزهم أبو علي الصدفي وأبو عبد الله بن الفراء قاضي ألمرية، وانسحب إبراهيم بن يوسف في فلول الجيش إلى بلنسية، مما فتح الطريق أمام ألفونسو المحارب لضم قلعة أيوب ودروقة.

خريطة تبرز بالأصفر الأراضي الأندلسية التي استولى عليها ألفونسو المحارب ملك أراجون ونبرة (نافار) نتيجة صراعه مع علي بن يوسف بن تاشفين

في أول شعبان 519 هـ/أول سبتمبر 1125 م، خرج ألفونسو المحارب من سرقسطة في 5,000 فارس يصاحبهم 15,000 من المشاة، بعد أن راسله مسيحيو غرناطة بأسماء 12,000 مقاتل يستدعونه لغزو قلب أراضي المسلمين ودخول بلدهم غرناطة، فاخترق أراضي لاردة وإفراغة، وانتهبها ثم سار جنوبًا صوب بلنسية، فوصل أحوازها في 20 رمضان 519 هـ، فقاومته في بلنسية قوة مرابطية بقيادة أبي محمد يدّر بن ورقاء، فغادرها إلى جزيرة شُقْر ومنها إلى دانية فقاتلها 30 رمضان، ثم مر بشاطبة ومرسية وبرشانة، ثم سار إلى بسطة وافتتحها، ومنها إلى وادي آش أول ذي القعدة وقاتلها أيامًا، ثم اقترب من غرناطة، فتسرّب مسيحيوها من المدينة والتحقوا بقوات ألفونسو. وأمام هذه الحشود، جمع تميم بن يوسف والي غرناطة قواته، وأرسل إلى أخيه أمير المسلمين علي يستمدّه، فأمده بجيش كبير من المغرب على وجه السرعة، وانضمت إليه قوات مرسية وإشبيلية. أما جيش ألفونسو فقد لبث بالقرب من غرناطة، يتأهب يمنعه عنها توالى الأمطار والجليد، ومسيحيو غرناطة يمدونه بالمؤن. ثم رحل عن غرناطة، بعد أن رأى وفرة الجيوش المدافعة عنها، وسلك طريق مرسانة إلى بيش، ومنها إلى قلعة يحصب فقبرة واللسانة وجيوش المسلمين تطارده، حتى بلغوا فحص الرينسول فوقعت بينه وبين المسلمين معركة، انتصر فيها المسلمون أول يوم، وفي المساء قرر تميم بن يوسف نقل خيمته من موقعها المنخفض إلى ربوة عالية، فظن الجيش أنه ينسحب واختل معسكره، فانتهز ألفونسو الفرصة وأوقع بالمسلمين الهزيمة. عبر ألفونسو بعد ذلك جبل الثلج، وعاد إلى بلاده يصحبه 10,000 من مسيحيي الأندلس الذين إنضموا إلى جيشه في حملته، خوفًا من انتقام المسلمين، وهو ما حدث حيث أمر علي بن يوسف بإجلاء قطاع كبير من مسيحيي الأندلس إلى المغرب لما كان منهم من «نقض العهد والخروج على الذمة»، بعد أن أفتاه علماء مسلمون منهم أبو الوليد بن رشد بذلك، وتم ذلك في رمضان 521 هـ.
في سنة 523 هـ/1129 م، هاجم ألفونسو المحارب القليعة بالقرب من جزيرة شقر جنوبي بلنسية، وهزم قوة من المسلمين بقيادة ابن مجور وخسر المرابطون نحو 12,000 بين قتيل وأسير. ثم حاصر ألفونسو بلنسية دون أن يتمكن من اقتحامها، بعدئذ أغارت على غليرة الواقعة على البحر جنوبي بلنسية، واكتسحها. ثم انشغل ألفونسو المحارب بضعة أعوام، بالحرب مع منافسه ملك قشتالة الفتى ألفونسو السابع، وانتهت هذه الحرب بعقد الهدنة بين قشتالة وأراغون في سنة 1130 م. بعد الهدنة، شن ألفونسو المحارب حملة لانتزاع الأراضي الواقعة في مثلث ما بين نهري سينكا وسغري وحتى مرفأ طرطوشة مصب نهر إبرة في البحر المتوسط، فبدأ بالزحف على مكننسة، ودخلها بعد مقاومة عنيفة في شعبان 527 هـ/يونيه 1133 م. ثم توجّه منها إلى إفراغة وحاصرها. فهرع إليها نجدات المرابطين، وصمدت حامية إفراغة بقيادة سعد بن محمد بن مردنيش، حتى أدركته النجدات، ودارت معركة حامية تحت أسوار إفراغة بين قوات المرابطين وقوات قشتالة، هُزم فيها القشتاليون هزيمة نكراء في 23 رمضان 528 هـ/17 يوليه 1134 م، مات بعدها بأيام ألفونسو كمدا وحسرة.
وفي سنة 524 هـ، خرج ينتان بن علي بن يوسف لغزو أراضي أراغون، فلقيته قوات أراغونية يقودها الكونت غاستون دي بيارن، فهزمها ينتان، وقتل الكونت.

### الحرب مع قشتالة

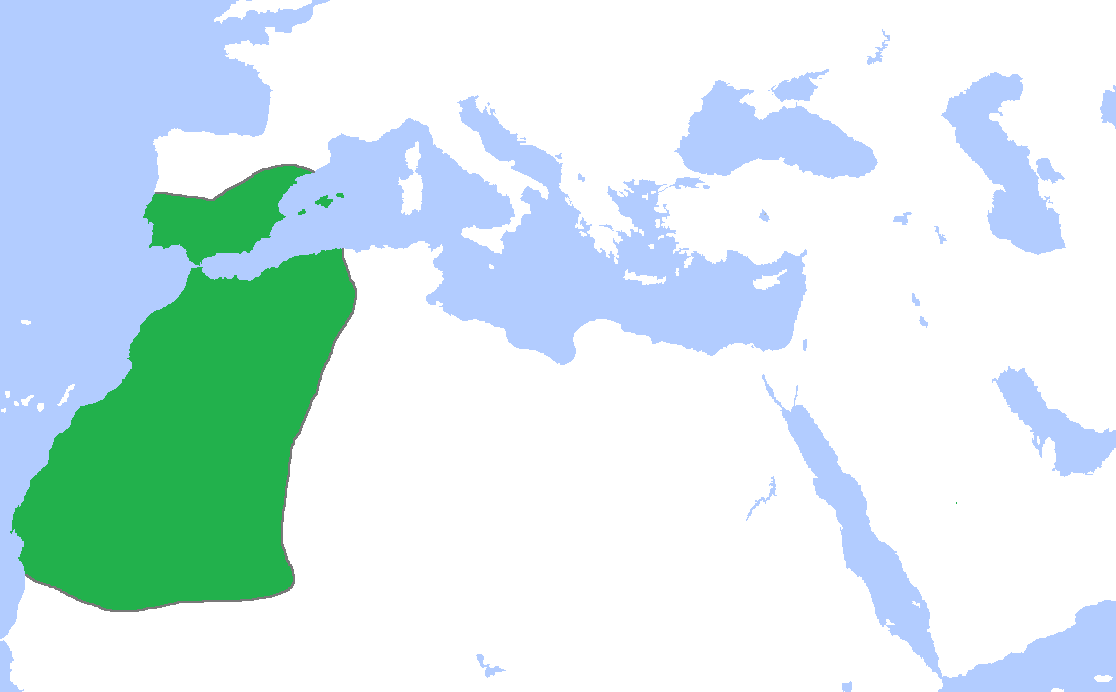
دولة علي بن يوسف في أقصى امتداد لها نحو عام 514 هـ/1120 م.

بدأ عهد علي بن يوسف في الأندلس، بأن أمر أخاه تميما بن يوسف بمواصلة الجهاد في الشمال، فخرج تميم من غرناطة في رمضان 501 هـ/مايو 1108 م إلى أراضي قشتالة، ولاقته قوات المرابطين من مرسية وقرطبة وبلنسية وساروا صوب أقليش، وهزموا الجيش القشتالي في معركة أقليش يوم 16 شوال 501 هـ/29 مايو سنة 1108 م هزيمة ساحقة، قُتل فيها ولي العهد الطفل سانشو بن ألفونسو السادس ملك قشتالة وعدد من كونتات قشتالة، ومات بعدها بفترة قصيرة ألفونسو السادس حزنًا على ولده الصغير.
في 15 محرم 503 هـ/14 أغسطس 1109 م، عبر علي بن يوسف إلى الأندلس للمرة الثانية بجيوشه من سبتة، وسار إلى غرناطة، ومنها إلى قرطبة، فأقام بها شهرًا يُجمّع الجيوش ويضع الخطط، ثم عبر جبال الشارات ومنها إلى أراضي طليطلة التي اجتاحها وانتسف زروعها، وخرّب ديارها، وسبى الكثير من أهلها، واستولى على الكثير من القلاع والحصون، واسترد طلبيرة، ورتب بها حامية قوية، ثم استولى على مجريط ووادي الحجارة. ثم ضرب حصارًا على طليطلة مدة شهر، دون أن يفتتحها. وبعد وفاة ألفونسو السادس ملك قشتالة، اضطربت الشؤون الداخلية في مملكة قشتالة نتيجة الصراع على العرش بين أورّاكا ابنة ألفونسو، وحربها مع زوجها ألفونسو الأول ملك أراغون من جهة، وبينها وبين أشراف جليقية الذين ناصروا تنصيب ولدها ألفونسو ريمونديث ملكًا من جهة أخرى، وانشغلوا فترة عن مهاجمة المرابطين.
استغل المرابطون الوضع، وأطلقوا حملة أخرى يقودها مزدلي بن تيولتكان والي قرطبة نحو قشتالة في سنة 507 هـ/1114 م، فاستولى على حصن أرجنة وقتل حاميته، وسبى الكثير من النساء والأطفال، ثم قصد طليطلة وضرب حولها الحصار مرة أخرى، ودارت معركة كبيرة بين جيش المرابطين وجيش قشتالة بقيادة ألبار هانس قتل فيها من القشتاليين 700 مقاتل، إلا أن القشتاليين استطاعوا فك الحصار بعد أن نجحوا في إحراق آلات المرابطين الثقيلة. وفي صفر سنة 509 هـ/يونيه 1115 م، خرج محمد بن مزدلي والي قرطبة بعد وفاة أبيه ليرد القوات القشتالية التي اقتربت من أراضي قرطبة، ونشب قتال عنيف سقط فيه محمد بن مزدلي وعدد كبير من زعماء لمتونة منهم القائد محمد بن الحاج. ولما وصل الخبر إلى علي بن يوسف، ولّى ابن عمه يحيى بن تاشفين على قرطبة، فحشد قواته، وسار على أثر القشتاليين نحو بياسة، ولحق به عبد الله بن مزدلي والي غرناطة ونشبت معركة جديدة، هُزم فيها المرابطون مرة أخرى، وقتل منهم عدد كبير في 28 جمادى الآخرة 509 هـ/17 نوفمبر 1115 م.
سنة 520 هـ، عبر تاشفين بن علي بجيش مرابطي من 5,000 فارس، لغزو أراضي قشتالة، غزا أراضي طليطلة، والتقى القشتاليين في فحص الضباب، وهزمهم هزيمة شديدة، وافتتح ثلاثين حصناً. وفي سنة 522 هـ، التقى تاشفين القشتاليين عند قلعة رباح، وهزمهم. وفي رمضان 524 هـ، خرج تاشفين بن علي في جيشي غرناطة وقرطبة إلى حصن السكة، وافتتحه عنوة وقتل به 180 مقاتل، ثم حصن بارجاس من أحواز مجريط فقتل فيه 50 رجل، ثم عاد أدراجه. في ربيع الأول 526 هـ/يناير 1132 م، نمى إلى علم تاشفين أن القشتاليين متجهين صوب قرطبة، فهرع إلى قرطبة، فوجد القشتاليون قد استولوا على حصن شنت إشتيبن، وساروا إلى براشة، وهناك وقعت معركة عنيفة هزم فيها المرابطون القشتاليين وقتلوا وأسروا عددا كبيرا منهم، ثم بلغه تقدُّم جيش قشتالي آخر بقيادة الكونت ردريغو غونثالث دي لارا للإغارة على أراضي إشبيلية، فقاتلهم والي المدينة عمر بن الحاج اللمتوني في معركة عنيفة، قتل فيها عمر بن الحاج ومعظم جنده في 15 رجب 526 هـ/أول يونيو 1132 م، فأغلقت المدينة أبوابها، حتى أدركها جيش تاشفين بن علي، فانسحب الجيش القشتالي بغنائمه. وفي سنة 528 هـ/1134 م، حشد ألفونسو السابع جيشًا كبيرًا، واتجه نحو بطليوس، فسار إليه جيش تاشفين حتى التقيا في جمادى الأولى 528 هـ/مارس 1134 م بالقرب من الزلاقة، ودارت معركة كبيرة انتصر فيها المرابطون ثم عاد تاشفين في ذي الحجة 528 هـ، وخرج بقوات غرناطة وقرطبة وإشبيلية لغزو قشتالة، فكمُن لهم القشتاليون عند موضع يدعى البكار، وهاجموهم بألفي مقاتل، فاضطرب المرابطون، لكنهم ثبتوا بعد ذلك وهزموا القشتاليين بعد أن خسر الفريقان عددا كبيرا من القتلى.

### الحرب مع البرتغال
في سنة 504هـ/1111م، أطلق علي بن يوسف حملة أخرى نحو الغرب يقودها سير بن أبي بكر وإلى إشبيلية صوب قُلُمرية لقتال أميرها هنري كونت البرتغال، فسار نحو بطليوس، ومنها إلى يابُرة فافتتحها، ثم استولى على أشبونة وشنترة، ثم سار شمالاً فاستولى على شنترين، كما افتتح برتقال وبطليوس. وفي محرم 511 هـ/مايو 1117 م، عبر علي بن يوسف للأندلس للمرة الثالثة، وسار في قواته صوب إشبيلية، ومنها نحو أراضي البرتغال، وغزا قُلُمرية ولم تستطع قوات تيريزا كونتيسة البرتغال أن تقاومه، فدخل قلمرية بعد أن حاصرها في 22 يونيه 1117 م/18 صفر سنة 511 هـ، ثم غادرها مثقلاً بالغنائم بعدما أدرك صعوبة الدفاع عنها. وفي سنة 533 هـ، ردت حاميتا شنترين ويابرة قوات برتغالية غزت الأراضي الإسلامية، وقتلت وأسرت منها عددًا، واستولت على ما كانت قد جمعته من غنائم.

### الحرب مع برشلونة
في صفر 508 هـ/يوليو 1114 م، خرج ابن الحاج في قواته من سرقسطة، وانضم إليه في لاردة محمد بن عائشة في قواته. وسارا شرقًا، واخترقا أراضي كونتية برشلونة واستوليا على قدر كبير من السبي والغنائم، حتى وصلوا حدود برشلونة، فبعث ابن الحاج الغنائم والسبي مع بعض قواته للعودة جنوبًا، واتجه بباقي قواته غربًا، لكنه فوجئ بكمين كبير اشتبك معه بقواته في معركة كبيرة انهزم فيها المرابطون، وفر فيها ابن الحاج وابن عائشة في عدد قليل. حين علم على بن يوسف بتلك الهزيمة، عين زوج أخته أبا بكر بن إبراهيم بن تافلوت والي مرسية على بلنسية وطرطوشة وسرقسطة، وأمره بالسير للغزو. سار ابن تافلوت شمالاً نحو برشلونة، وحاصرها عشرين يومًا حتى خرج إلى لقائه ريموند برانجيه الثالث كونت برشلونة، ونشبت معركة كبيرة انتصر فيها المرابطون، ولكنهم مُني فيها بنحو 700 قتيل، فانسحبوا نحو أراضيهم. ولما اشتدّت المعارك بين المرابطين وألفونسو المحارب ملك أراغون، عقد المرابطون هدنة مع ريموند برانجيه الثالث، يؤدي فيها المرابطون جزية قدرها 12,000 دينار سنويًا لبرشلونة، نظير عدم مساندتهم لألفونسو المحارب في معاركه مع المرابطين.

### الأحداث الداخلية

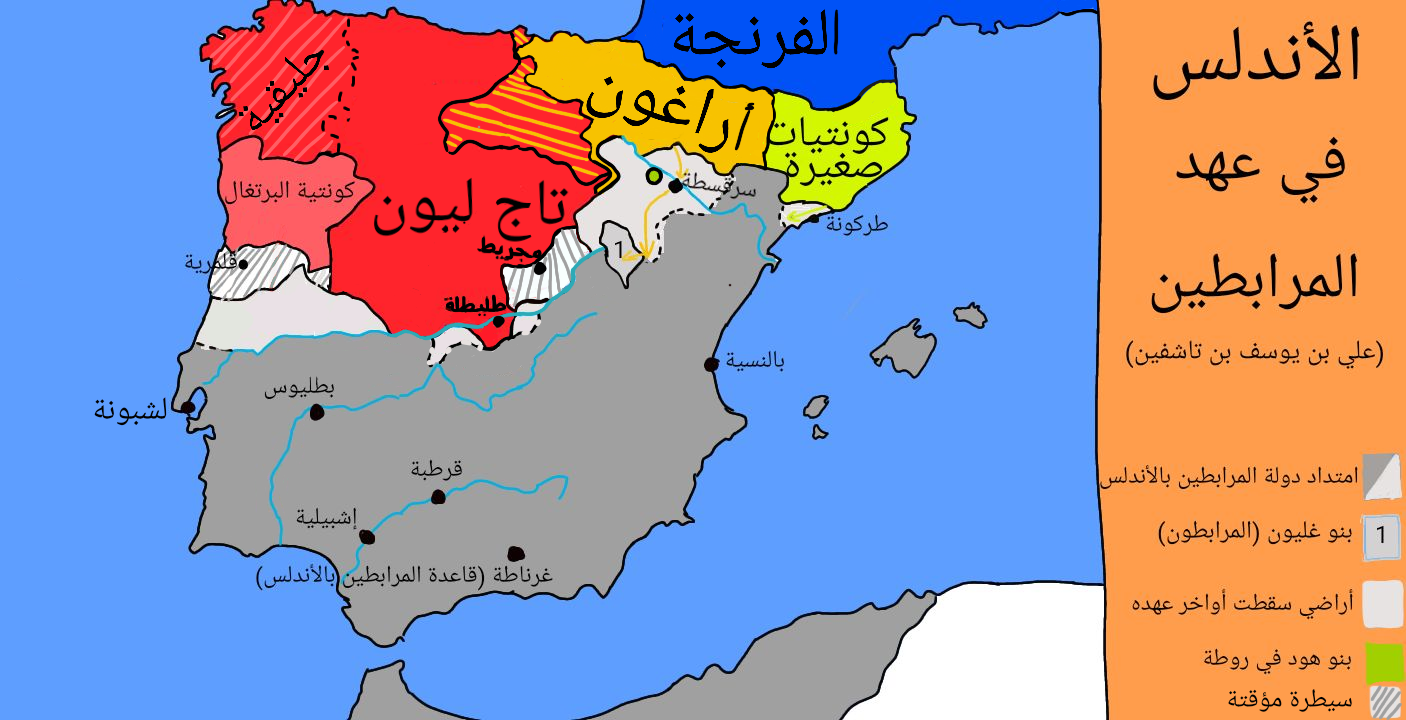
خريطة تصور الأندلس والممالك المسيحية في عهد علي بن يوسف بن تاشفين

في سنة 503 هـ/1110 م، ثار أهل سرقسطة على عماد الدولة بن هود لارتمائه في أحضان القشتاليين، وكتبوا إلى علي بن يوسف يدعونه لامتلاك بلادهم، فأرسل علي بن يوسف قائده محمد بن الحاج والي المرابطين على بلنسية بقوات دخلت المدينة في 10 ذي القعدة سنة 503 هـ/31 مايو 1110 م، ودخل ابن الحاج قصر الجعفرية، ففر عماد الدولة بأهله وماله قبل مقدم المرابطين إلى حصن روطة لينتهي بذلك حكم بني هود لسرقسطة، وتنتهي استقلالية طائفة سرقسطة آخر ممالك الطوائف الأولى، لتغدو إحدى ولايات المرابطين. وفي أواخر سنة 509 هـ/1116 م، استرد المرابطون الجزائر الشرقية من يد قوات بيزا وجنوة وبرشلونة التي كانت قد احتلتها قبل عام بأسطول من 300 سفينة يقودها ابن تفرتاش، لكن دون أن يشتبكوا مع البيزيين وحلفائهم الذين فروا بغنائمهم قبل وصول المرابطين، فعيّن علي بن يوسف وأنور بن أبي بكر اللمتوني والياً عليها.
في سنة 515 هـ/1121 م، عبر علي بن يوسف إلى الأندلس للمرة الرابعة بعد ثورة أهل قرطبة ضد أبي يحيى بن روادة والي المرابطين ونهبهم لقصر الوالي، ودور المرابطين، غضبةً لامرأة من أهل قرطبة تجرأ عبد من عبيد الوالي وأمسك يدها. وصل علي بن يوسف قرطبة في ربيع الآخر 515/يوليه 1121 م، فأغلق أهلها الأبواب، واستعدوا للقتال. فأقام ابن يوسف خارجها فترة حتى جاءته أعيان قرطبة تفاوضه، فتجاوز علي عما حدث عملاً بوصية والده بالعطف على من أحسن من أهل قرطبة، والتجاوز عن من أساء منهم، وصالحهم على أن يُعوّض أهل قرطبة المرابطين عما نهب منهم. ثم جاءته أنباء قيام محمد بن تومرت في السوس الأقصى، واستفحال أمره فعاد إلى مراكش.
في سنة 520 هـ، ثار أهل الجزائر الشرقية على وأنور بن أبي بكر عندما أراد أن يرغمهم على ترك ميورقة، وإنشاء مدينة أخرى داخل الجزيرة تكون بعيدة عن البحر، وغضبوا عليه وبعثوا إلى علي بن يوسف يشكونه، فاستجاب علي لهم، وعين محمد بن علي بن غانية المسّوفي بدلاً منه. وفي سنة 529 هـ، وقع بقرطبة هياج شديد، وثار أهلها ضد اليهود بعد مقتل مسلم في أحد أحيائهم، فاقتحموا منازل اليهود، ونهبوها، وقتل خلال ذلك عدد منهم.

## أحوال المغرب

### حركة ابن تومرت وظهور الموحدين
في سنة 514 هـ/1120 م، وفد على مراكش داعية يدعى محمد بن تومرت، اتخذ من منهج الأمر بالمعروف والنهي عن المنكر طريقه في دعواه، وعكف على تطبيقها بيده ما استطاع إلى ذلك سبيلاً، وتشدّد في ذلك، حتى أنه دخل المسجد الجامع في مراكش يوم جمعة، وجلس على مقربة من المحراب بالقرب من الموضع المخصص لجلوس علي بن يوسف، ولما انتهت الصلاة بادر بالسلام على علي، وقال له: «غير المنكر في بلدك، فأنت المسئول عن رعيتك وبكى»، فأعرض عنه علي بن يوسف. استمر ابن تومرت في حملته حتى ذاع صيته بين العوام، فرأى علي بن يوسف أن يناظر الفقهاء هذا الرجل، لعلهم يبطلون دعواه. إلا أن ابن تومرت تفوّق على مناظريه، فأيقن علي بن يوسف خطورته، وأشار عليه بعض خواصه بقتل ابن تومرت، إلا أن عليًا رأى إخراجه من مراكش. فغادر ابن تومرت إلى أغمات، وأخذ يدعوا الناس، فاجتمع له مريدون. ثم أعلن ابن تومرت بطلان بيعة علي بن يوسف، ودعا أصحابه لخلع طاعة أمير المسلمين، إلى أن بلغه أن هناك من يضمر قتله، فقصد ابن تومرت وصحبه بلاد السوس، وأخذ يتنقل ويدعو بين قراها، وينضم إليه الأتباع، حتى بلغ قرية في جبال المصامدة تدعى «إيجليز»، ونزل في مكان منيع لا يصل إليه أحد إلا من طريق لا يسلكها أحد إلا فرادى، واتخذها مقرًا له. وفي 15 رمضان 515 هـ/28 نوفمبر 1121 م، أعلن ابن تومرت في أصحابه أنه المهدي المنتظر واستمر في نشر تعاليمه وقويت شوكته.
في تلك الأثناء، كان علي بن يوسف قد جاز إلى الأندلس إثر ثورة أهل قرطبة، وبلغته أنباء حركة ابن تومرت، فعاد أدراجه إلى عاصمته، وجهز جيشًا يقوده والي السوس أبو بكر بن محمد اللمتوني، فلقي أتباع ابن تومرت عند جبل إيجليز في 6 شعبان 516 هـ/9 أكتوبر 1122 م، فانهزم المرابطون وغنم أتباع ابن تومرت ما كان معهم من متاع، وقويت شوكته أكثر وذاع صيته في تلك الأنحاء، وانضم الكثيرون إلى دعوته. فتبيّن لعلي بن يوسف خطر الموقف، وأرسل جيشًا آخر بقيادة أخيه إبراهيم بن يوسف، فانهزم أيضًا أمام أتباع ابن تومرت الذين سمّاهم الموحدين، فأرسل علي جيشًا ثالثًا يقوده سير بن مزدلي اللمتوني، فلم يكن حظه أفضل من سابقيه، وباء أيضًا بالهزيمة، ولم تأت سنة 518 هـ/1124 م، إلا وقد كانت سائر بلاد السوس قد دانت لابن تومرت بحدّ السيف. في تلك السنة، اختار ابن تومرت الانتقال إلى تينملّل، وهي موقع حصين يبعد نحو 100 كم جنوب شرقي مراكش لتكون قاعدته الجديدة. وفي سنة 520 هـ، زحف جيش للموحدين يقوده البشير الونشريشي على أراضي لمتونة، فبعث علي بن يوسف لردهم جيشًا بقيادة أخيه تميم، فلحقت الهزيمة بالمرابطين، وواصل الموحدون الزحف نحو أغمات، فهزموا جيشا مرابطيا آخر يقوده أبو بكر بن علي بن يوسف. في تلك الأثناء، كان ابن تومرت قد جمع جيشًا آخر قوامه 40,000 مقاتل بينهم 400 فارس فقط، ألحقه بجيش الونشريشي، فبلغوه في سنة 524 هـ، وتقدموا نحو أسوار مراكش، وحاصروها 40 يومًا. صمدت المدينة حتى جاءتها الأمداد من كل صوب حتى بلغ جيش المرابطين 100,000 مقاتل، ودخل الفريقان في 2 جمادى الأول 524 هـ/12 أبريل 1130 م في معركة كبيرة عُرفت بمعركة البحيرة انتهت بهزيمة ساحقة للموحدين لم ينج منهم سوى نحو 400 مقاتل فقط، وكان في جملة من قُتلوا الونشريشي وعدد كبير من زعماء الموحدين. فر عبد المؤمن بن علي بفلول الموحدين إلى تينملل، فوجد ابن تومرت في مرض الموت، وسرعان ما توفي في 25 رمضان 524 هـ/31 أغسطس 1130 م، وخلفه عبد المؤمن بن علي.

### الصراع مع عبد المؤمن بن علي
بعد هزيمة الموحدين الساحقة في البحيرة ووفاة ابن تومرت بعدها مريضًا، أمضى عبد المؤمن بن علي عامًا ونصف العام، ينظم صفوفه ويحشد الأتباع حتى اجتمع له 30,000 مقاتل خرج بهم للغزو، فبدأ بغزو وادي درعة، فغزا قلعة تازاجورت، فاقتحمها واستولى عليها، وسائر بلاد درعة، ثم عاد إلى تينملّل. أمضى عبد المؤمن السنوات التالية يفتتح بلاد درعة والسوس ويخضع قبائلها، مما جعل علي بن يوسف يستشعر بالخطر مجددًا ويرسل إلى ولده تاشفين بالعودة من الأندلس سنة 532 هـ لمواجهة خطر الموحدين المُحدق. وقع الصدام في أوائل سنة 533 هـ، حين التقى جيش المرابطين بقيادة تاشفين بن علي وحليفه الربرتير وجيش الموحدين بقيادة عبد المؤمن في أراضي حاحة، ودارت معركة كبيرة، هزم فيها المرابطون وقتل منهم عدد كبير. ثم تجدّد اللقاء بين الجيشين مرة أخرى في شوال 534 هـ، وانهزم المرابطون فيها مرة أخرى، ثم هزم عبد المؤمن جيشًا مرابطيًا ثالثًا هذه المرة يقوده الربرتير بالقرب من تارودانت.
وفي أواخر 535 هـ، بادر الموحدون بالهجوم، واقتربوا من سجلماسة، فبادر واليها المرابطي أبو بكر بن صارة بالاستسلام للموحدين، وواصل عبد المؤمن مسيره حتى بلغ وادي ورغة، فواجهته قوة مرابطية يقودها الربرتير في معركة عنيفة، قتل فيها الكثير من الفريقين، وانسحب المرابطون. وسار الموحدون بعدئذ إلى الشمال، فلاحقهم الربرتير إلى تيطاوين، فارتد الموحدون إلى المزمّة، ومنها إلى تمسامان، والقبائل التي يمر بها الموحدون تدخل في طاعتها حتى تضخّم جيش الموحدين، بينما ارتدّ المرابطون إلى فاس في انتظار انقضاء الشتاء.

## شخصيته وصفاته

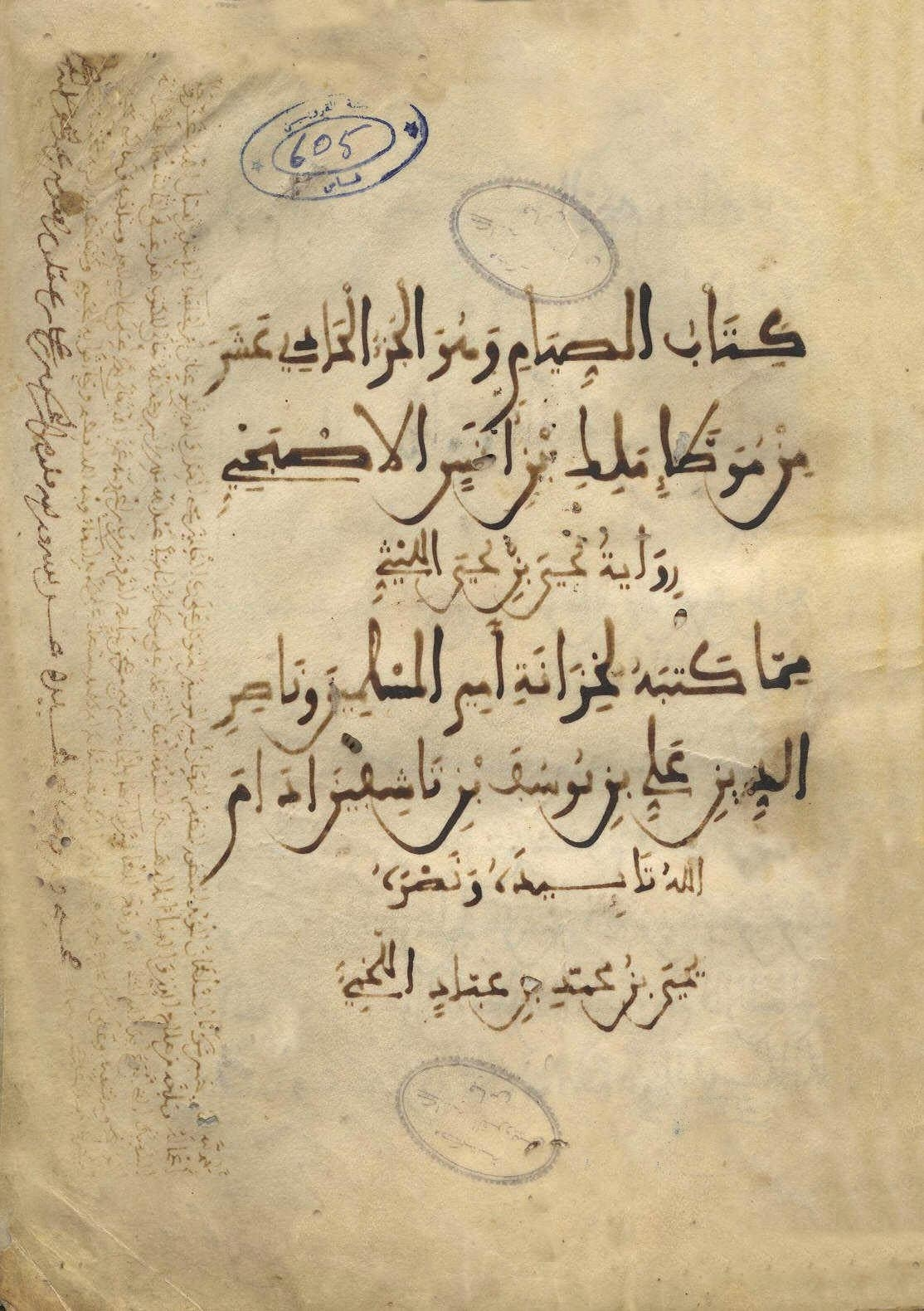
نسخة محفوظة بالخزانة الملكية بمراكش من كتاب الصيام من موطأ مالك برواية يحيى بن يحيى الليثي، اختطها يحيى بن محمد بن عباد اللخمي لأمير المسلمين وناصر الدين علي بن يوسف.

كان أبيض اللون، مشربًا بحمرة، حسن القد، صبوح الوجه، أفلج، أقنى، أكحل العينين، سبط الشعر. ووصفه لسان الدين بن الخطيب في ترجمته لعلي بن يوسف في كتابه الإحاطة في أخبار غرناطة قائلاً: «كان ملكًا عظيمًا، عالي الهمة، رفيع القدر، فسيح المعرفة عظيم السياسة»، كما كان ورعًا متعبدًا، يحب العلماء ويؤثر مجالسهم ويشاورهم في أمره، حتى اشتد نفوذ الفقهاء بالمغرب والأندلس في عهده خاصة ابن حمدين قاضي قرطبة، حتى أصبح لا يقطع في أمر من الأمور، صغيراً كان أو كبيراً إلا برأيهم.

## أعماله
في سنة 520 هـ، شرع علي بن يوسف في بناء سور حول مراكش عملا بنصيحة أبي الوليد بن رشد بعد أن اشتد أمر ابن تومرت، وكان السور فيها حول المسجد والقصر، وأنفق في البناء 70,000 دينار. كما أرسل علي بن يوسف إلى الأندلس يأمرهم بإصلاح الأسوار، فاجتهد كل أمير في إصلاح أسوار مدينته. كما وسّع علي بن يوسف مدينة مراكش حتى تضاعف حجمها عما كانت عليه عند إنشائها، وأنشأ بها الجامع والقصر المرابطي، وأسس نظامًا للسقاية.
وكان من ضمن الأحداث البارزة في عهده، حدوث سيل عظيم بطنجة سنة 532 هـ، اكتسح معظم دورها، وقُتل فيه عدد عظيم من الناس والدواب. إضافة إلى هجرة أعداد كبيرة من أهل المغرب إلى الأندلس سنة 535 هـ، بعدما انتشرت أخبار الانتصارات المتوالية للموحدين.

## وفاته وأسرته
توفي علي بن يوسف في 7 رجب 537 هـ/25 يناير 1143 م بمراكش، وقد ترك من الذكور أحد عشر ولدًا منهم أبو بكر وسير الذي كان وليًا لعهد أبيه منذ سنة 522 هـ وتاشفين الذي عقدت له البيعة بولاية العهد في 8 ربيع الآخر 533 هـ. بعد وفاة سير وأبي بكر وعُمر وينتان. وقد خلف تاشفين بن علي أباه بعد وفاته.

## راجع أيضا
- ريفيرتر الأول